# People Before Profit Alliance
People Before Profit Alliance (irl.: Comhghuaillíocht an Phobail roimh Bhrabús) – irlandzka partia polityczna powstała w 2005, aktywna w Irlandii i w Irlandii Północnej.
Partia została założona przez  członków Socialist Workers Party. W 2007 połączyła się z The Community & Workers Action Group i zaprezentowała kandydata Joana Collinsa w swoich pierwszych wyborach w 2007. 
W wyborach parlamentarnych 2011 do Dáil Éireann partia zdobyła poparcie 1% wyborców otrzymując tym samym dwa mandaty w Dáil.
17 września 2015 roku partia wraz z Anti-Austerity Alliance ogłosiły oficjalnie połączenie pod nazwą Anti-Austerity Alliance–People Before Profit, dla wspólnego startowania w przyszłych wyborach.